# ريس جونز (لاعب اتحاد الرغبي)
ريس جونز (بالإنجليزية: Rhys Jones)‏ هو لاعب اتحاد الرغبي بريطاني، ولد في 23 أغسطس 1987 في أبرغافني ‏ في المملكة المتحدة.